# 矮山姜
矮山姜（学名：Alpinia psilogyna）为姜科山姜属下的一个种。